# В первый раз
«В пе́рвый раз» (англ. The First Time) — подростковая романтическая комедия, созданная Джоном Кэзданом. Картина вышла в прокат 12 января 2012 года.

## Сюжет
Старшеклассник Дэйв Ходгмэн (Дилан О’Брайен) безнадёжно влюблён в свою одноклассницу и первую красавицу школы Джейн Хармон (Виктория Джастис), которая считает его просто другом. Десятиклассница Обри Миллер (Бриттани Робертсон) встречается со старшеклассником Ронни (Джеймс Фрешвилл), который ей совершенно не подходит. При первой же встрече Дэйв и Обри понимают, что очень похожи, и моментально становятся друзьями, но вскоре осознают, что их дружба превращается в нечто большее.

## В ролях
| Актёр                | Роль           |
| -------------------- | -------------- |
| Дилан О'Брайен       | Дэйв Ходгмэн   |
| Бриттани Робертсон   | Обри Миллер    |
| Крейг Робертс        | Саймон Долдри  |
| Виктория Джастис     | Джейн Хармон   |
| Джеймс Фрешвилл      | Ронни          |
| Джошуа Малина        | отец Обри      |
| Кристин Тейлор       | мама Обри      |
| Мэгги Элизабет Джонс | Стелла Ходгмэн |
| Хелстон Сейдж        | Брианна        |
| Молли Куинн          | Эрика #1       |

## Саундтрек
| №   | Название                 | Исполнитель                      | Длительность |
| --- | ------------------------ | -------------------------------- | ------------ |
| 1.  | «Silly Boy»              | The Blue Van                     | 3:57         |
| 2.  | «Teenage Daydream»       | The Nights                       | 3:13         |
| 3.  | «We're #1»               | The World Record                 | 3:54         |
| 4.  | «Mama»                   | Sorta                            |              |
| 5.  | «Lonely Soul»            | The Nights                       | 3:56         |
| 6.  | «Oh My Love»             | The Concretes                    | 2:54         |
| 7.  | «Out of Touch»           | Lizzy Borden и The Axes          | 2:32         |
| 8.  | «If It Be Your Will»     | Леонард Коэн                     | 3:42         |
| 9.  | «Trouble»                | Wait. Think. Fast.               | 4:12         |
| 10. | «Head Spin»              | Jamestown Story                  | 3:13         |
| 11. | «Diamond Eyes»           | Майкл Хэггинс                    | 18:02        |
| 12. | «Silly Boy»              | The Blue Van                     | 3:57         |
| 13. | «I Cannot Love You»      | Telekinesis                      | 2:01         |
| 14. | «Can't Stop Thinking»    | Buva                             | 4:11         |
| 15. | «Come On»                | The Wind                         | 4:39         |
| 16. | «In Your Mind»           | Phonograph                       | 4:30         |
| 17. | «Come and Go (feat. KU)» | Даника Розелл                    | 4:06         |
| 18. | «Anne With an E»         | The Pains of Being Pure at Heart | 2:32         |
| 19. | «Wait For Me»            | Motopony                         | 4:57         |
| 20. | «Vampire's Kiss»         | Джон Голд                        | 3:41         |
| 21. | «Coming Home»            | Pete Kilpatrick Band             | 3:38         |
| 22. | «Till The Morning»       | Bahamas                          | 1:58         |
| 23. | «Girls Like You»         | The Naked and Famous             | 6:04         |
| 24. | «Sweet Louise»           | The Belle Brigade                | 3:06         |

## Критика
Фильм получил смешанные отзывы кинокритиков. На сайте Rotten Tomatoes фильм имеет рейтинг 47 % на основе 19 рецензий со средним баллом 5,6 из 10. На сайте Metacritic фильм имеет оценку 55 из 100 на основе 10 рецензий критиков, что соответствует статусу «смешанные или средние отзывы».
В негативном отзыве Марк Олсен из Los Angeles Times написал: «Здесь есть многое, что может понравиться, ощущение нюансов и непредвзятая эмоциональная открытость, однако подростковый миниатюризм Кэздан никогда не раскрывается полностью». Тодд Маккарти из The Hollywood Reporter был также не впечатлен, отметив: «Несмотря на прерывистый смех и очарование персонажей, к концу фильм кажется легким и довольно обычным, без каких-либо преимуществ или убедительных идей».

## Рецензии
- Mark Olsen. Review: A delicate love never quite blooms in 'The First Time' (англ.). Los Angeles Times (18 октября 2012). Дата обращения: 8 декабря 2017.
- Joshua Rothkopf. The First Time (англ.). Time Out (16 октября 2012). Дата обращения: 8 декабря 2017.
- Todd McCarthy. The First Time: Sundance Film Review (англ.). The Hollywood Reporter (27 января 2012). Дата обращения: 8 декабря 2017.
- Nick Schager. The First Time (англ.). Slant Magazine (14 октября 2012). Дата обращения: 8 декабря 2017.
- Marshall Fine. Movie Review: The First Time (англ.). The Huffington Post (17 октября 2012). Дата обращения: 8 декабря 2017.